# Rhynchospora pluricarpa
Rhynchospora pluricarpa là loài thực vật có hoa trong họ Cói. Loài này được Pilg. miêu tả khoa học đầu tiên năm 1901.